# Живой (альбом «Ночных снайперов»)
«Живой» — концертный альбом рок-группы «Ночные Снайперы». Альбом был записан 15 декабря 2001 года во время концерта группы в московском клубе «Бармалей» и вышел в свет в аудио- и видеоверсиях.
Основу сет-листа составили песни из альбома «Рубеж».

## Список композиций
Слова и музыка всех песен — Диана Арбенина, кроме №7 — Светлана Сурганова и №12 — музыка Дианы Арбениной и Даниила Калашника.
| №                   | Название                    | Длительность |
| ------------------- | --------------------------- | ------------ |
| 1.                  | «Солнце»                    | 2:48         |
| 2.                  | «Еврейская»                 | 2:50         |
| 3.                  | «Колыбельная по-снайперски» | 3:24         |
| 4.                  | «Парфюмерная»               | 3:01         |
| 5.                  | «Рубеж»                     | 3:52         |
| 6.                  | «Ограда»                    | 5:11         |
| 7.                  | «Ты»                        | 2:30         |
| 8.                  | «Папа»                      | 3:40         |
| 9.                  | «Россия'37»                 | 5:09         |
| 10.                 | «Вечер в Крыму»             | 3:26         |
| 11.                 | «Блины по-снайперски»       | 3:12         |
| 12.                 | «Прощальная»                | 5:02         |
| 13.                 | «Лето-пиво»                 | 3:36         |
| 14.                 | «Бабушки»                   | 3:09         |
| 15.                 | «Кошка московская»          | 4:25         |
| 16.                 | «31-я весна»                | 4:21         |
| 17.                 | «Столица»                   | 4:19         |
| Общая длительность: | Общая длительность:         | 1:03:55      |

## Музыканты
- Диана Арбенина — гитара, вокал, перкуссия
- Светлана Сурганова — гитара, скрипка, бэк-вокал, вокал (дорожка 7), перкуссия
- Иван Иволга — гитара
- Игорь Копылов — бас-гитара
- Дмитрий Горелов — ударные

## Критика
Альбом вызвал противоречивые отзывы критики, отметившей достоверно переданную атмосферу «неистовства», возникающую на концертах группы, несмотря на невысокое качество звука.
«Звук концертных выступлений группы — резкий, сырой, „с кровью“. Это не обязательно плохо. Здесь он работает на общую атмосферу песен группы — столь же резких, неуютных, нервных и колючих. Никакому звукорежиссёру не угнаться за тем, с какой скоростью группа перетряхивает в номере „Бабушки“ тональности и ритмы, взвинчивая и то и другое до не очень-то высокого клубного потолка».
Сама Диана Арбенина считала этот альбом неудачным, отмечая, что группа в то время не была готова к записи концертного альбома.